# Ekološka genetika
Ekološka genetika je studij genetike na ekološkoj razini. Dok molekularna genetika proučava strukturu i funkciju gena na molekularnoj razini, ekološka genetika (i srodna populacijska genetika) proučava divlje populacije organizama.
Istraživanja se najčešće izvode na insektima i drugim organizmima kratkog generacijskog vremena, koji jako brzo evoluiraju.

## Povijest
Iako su se istraživanja na divljim populacijama provodila i prije, ovo područje je tek početkom 20-og stoljeća oformio E.B. Ford.  
Ekološka Genetika je naslov njegovog magnum opus iz 1964. godine na tu temu.